# 竹山聖
竹山 聖（たけやま きよし〈筆名：たけやま せい〉、1954年12月24日 - ）は、日本の建築家。京都大学名誉教授。一般社団法人日本建築設計学会名誉会長。

## 来歴
大阪府出身。1973年大阪府立北野高等学校を卒業、京都大学工学部建築学科に入学。1977年京都大学を卒業し、東京大学大学院に進学。
原広司の下で修士課程、博士課程を修める。同級生に隈研吾らがおり、大学院在学中の1979年に宇野求、小林克弘らと設計組織アモルフを創設して設計活動を始める。並行してさまざまなメディアで批評活動を展開。
1992年より京都大学助教授（のち准教授）。世界中の古代都市遺跡を訪れ、都市の原型を辿る旅を続けるとともに都市発生論を探求、現代都市のヴィジョンを構想し、提案もしている。1995年、「神戸新首都計画・神戸三宮計画」を発表。
1997年に京都大学、京都工芸繊維大学、京都府立大学、京都市立芸術大学、京都精華大学、京都造形芸術大学の6大学で教鞭を執る建築家や学生と共に、京都建築大学ネットワーク (KASNET) を結成、ヴォルフ・プリックスやトム・メインを招聘し、ワークショップを行う。
1998年よりスペインのバレンシア工科大学、1999年よりフランス・パリのラヴィレット建築大学で、ワークショップを行い学生の指導にあたるほか、香港大学でも教鞭を執る。
また、1999年の「第22回日本文化デザイン会議鹿児島」では議長を務める。
2004年秋に撮影されたクロード・ガニオン監督の映画『KAMATAKI -窯焚-』では美術監督を務めた。現在は教員として活躍する傍ら、ツイッターを活用して自身の建築理論や哲学を発表している一面も持つ。
2015年から京都大学教授。2017年より同大の建築学科長に就任。2020年より同大名誉教授。
京都大学での28年間の教育活動は、2020年に刊行された『庭／のびやかな建築の思考』にまとめられている。
2020年4月に設計組織アモルフ（本社・京都）の代表取締役にカムバックする。
京都大学の竹山研究室からは、平田晃久（建築家、京都大学教授）、大西麻貴（建築家、横浜国立大学客員准教授）、竹口健太郎（建築家、神戸大学客員教授）など、現代日本を代表する、多くの建築家を輩出する。
また、勝矢武之（日建設計）、小幡剛也（竹中工務店）など、組織に属しながら活躍する多くの建築設計者も竹山研究室の出身である。

## 展覧会
- 1989年 個展＜不連続都市＞（ギャラリー間）
- 1990年に始まった＜Emerging Japanese Architects of the 1990s＞はニューヨーク、ボストン、モントリオール、ヒホン、マドリード、バルセロナ、テッサロニキ、ニコシアと巡回。
- 1991年 ＜線の表現／眼と手のゆくえ展＞（埼玉県立近代美術館）に招待出品。
- 1993年 ＜迷宮都市＞展（セゾン美術館）、山本容子とコラボレーション。
- 1995年 - 1996年 ＜トポスの復権＞展（代官山ヒルサイドフォーラム他）、宮島達男とコラボレーション。
- 1996年 ミラノ・トリエンナーレ日本パビリオン・コミッショナー。
- 2002年 ＜独身者の住まい＞展（アートプランニングルーム青山、スピカ・ギャラリー、ともに東京）を京都大学の学生たちと開催。
- 2006年 ＜Response＞展（イムラ・アートギャラリー、京都）を開催。
- 2004年 - 2005年 ＜New Trends of Architecture in Europe & Asia-Pacific2004-2005＞に招待出品。リール、香港、東京、コーク、メルボルン、釜山を巡回。

その他多くの展覧会に招待され参加もしている。

## 主な受賞
- 1982 SDレビュー入選（高雄の歯科医院＋住宅）
- 1983 SDレビュー入選（古河の歯科医院＋住宅）
- 1986 湘南台文化センターコンペ 優秀賞
- 1986 第二国立劇場コンペ Best30
- 1987 愛知県芸術文化会館コンペ 佳作
- 1988. 7 吉岡賞（新建築住宅特集新人賞）／主催：新建築社（軽井沢の別荘）
- 1990. 2 神奈川県建築コンクール 優秀賞／主催：神奈川県下優良建築物表彰実行委員会（強羅花壇）
- 1991. 4 アンドレア・パラディオ賞 入選（Andrea Palladio International Award for Architecture,イタリア）／主催：The Gaoduro Skylights SP A. Cavazzale（OXY乃木坂）
- 1993.10 桶川市民ホールコンペ Best5
- 1993.12 名古屋市都市景観賞／名古屋市（STAIRWAY TO HEAVEN）
- 1994.11 アーキテクチュア・オブ・ザ・イヤー／日本建築学会（Blue-Screen House）
- 1995. 3 せんだいメディアテークコンペ 佳作
- 1995 Mid Wales Center for the Artコンペ Best6
- 1997. 3 作品選集1997 建築雑誌／日本建築学会, pp.130-131（ブルースクリーンハウス）
- 1997 砂丘博物館コンペ Best5
- 1998. 3 作品選集1998 建築雑誌／日本建築学会, pp.116-117（周東町パストラルホール）
- 1999. 7 石川県建築賞・建築士会会長賞／主催：石川県建築士会（べにや無何有）
- 2001.12 白石市ふれあいプラザコンペ 1等
- 2002. 9 安城市まちづくり建築賞（REFRACTION HOUSE）
- 2004.12 中之島新線駅企画デザインコンペ 特別賞（佐々木・妹島委員賞）
- 2006. 6 Eternal Golden Castle Historic Parks（億載金城歴史公園）Master Plan International Competition Second Prize, Taiwan
- 2006.12 山形大学工学部創立百周年記念会館コンペ Best7
- 2006.12 奈良県景観調和デザイン賞奨励賞（やまなみドーム）
- 2007. 3 “National Kaohsiung Performing Arts Center（高雄国家芸術中心）”International Competition Third Prize, Taiwan
- 2013 GOOD DESIGN AWARD 2013（柏の葉147コモン）
- 2013 守山市浮気保育園コンペ 2等
- 2015 GOOD DESIGN AWARD 2015（新宿瑠璃光院白蓮華堂）

## 代表作
- 1983 高尾の歯科医院＋住宅（東京都）
- 1983 古河の歯科医院＋住宅（茨城県）

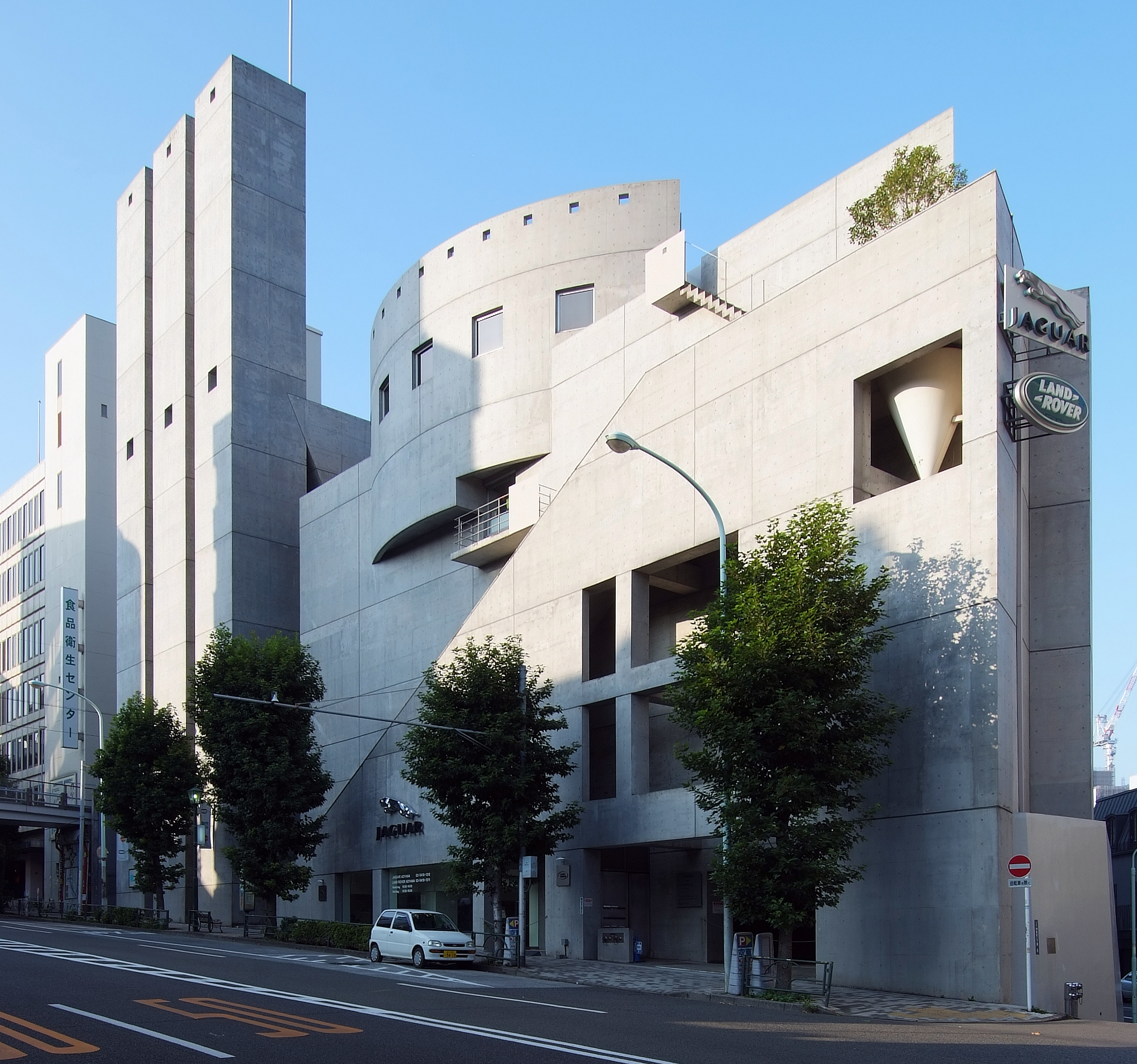
TERRAZZA青山

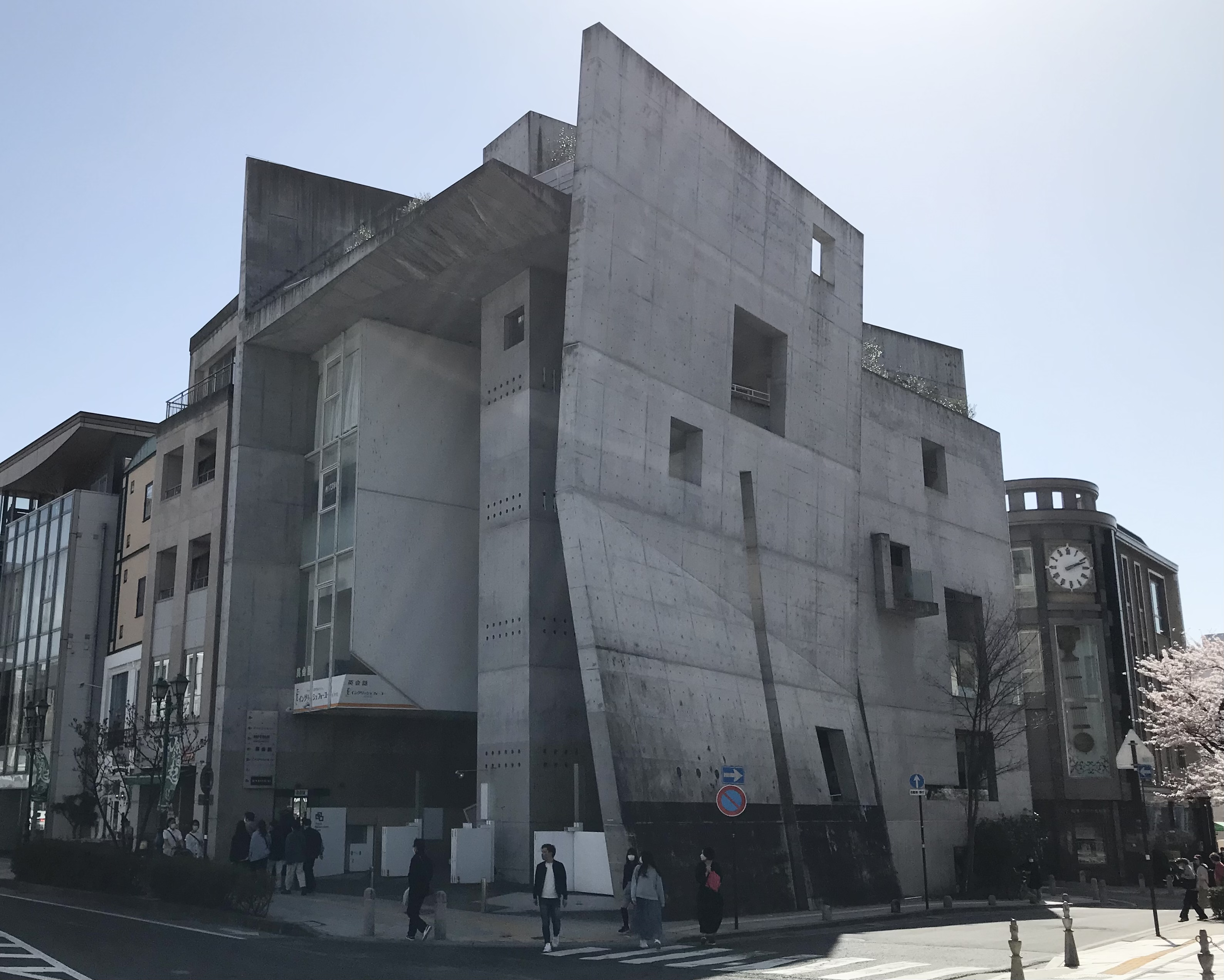
サードミレニアムゲート

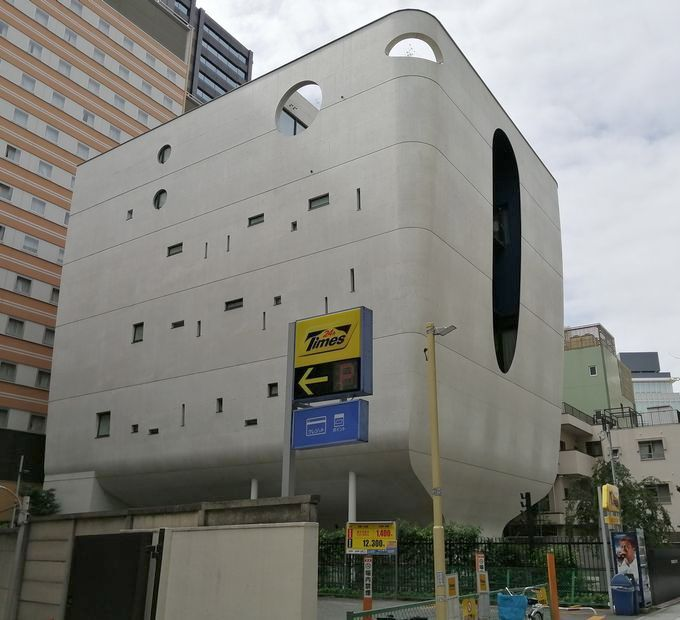
新宿瑠璃光院白蓮華堂

- 1984 MARUYO代官坂（神奈川県横浜市中区元町）
- 1987 OXY乃木坂（東京都港区六本木）
- 1987 軽井沢の別荘（長野県）
- 1989 強羅花壇（神奈川県足柄下郡箱根町強羅）[注 1]
- 1989 D-HOTEL大阪（大阪府大阪市中央区道頓堀）
- 1992 TERRAZZA青山（東京都渋谷区神宮前）
- 1992 Stairway to Heaven（愛知県）
- 1993 Blue Screen House（大阪府）
- 1994 周東パストラルホール（山口県）
- 2000 大阪府立北野高等学校（大阪府大阪市淀川区新北野）
- 2001 サードミレニアムゲート（長野県松本市中央）[5][注 2]
- 2001 安城のスタジオ（愛知県）
- 2006 べにや「無何有」（石川県加賀市）
- 2011 柏の葉147コモン（千葉県）
- 2014 新宿瑠璃光院白蓮華堂（東京都渋谷区）
- 2021 西村屋ホテル招月庭（兵庫県豊岡市）
- 2022 OAK BLDG Ⅱ（東京都）
- 2023 AGIRLS本社ビル（和歌山市）

## 著作
- 作品集「竹山聖」RIKUYOSHA CREATIVE NOW 006 六耀社 (1990/12) ISBN 4-89737-118-X
- 「都市を呼吸する」リブロポート (1994/6) ISBN 4-8457-0920-1
- CD-ROM作品集「竹山聖／空の建築」ハートランド (1995)
- 広島市都市計画局都市デザイン室発行『新風景を求めて』ぎょうせい出版中国支社、1997年
- 「独身者の住まい」廣済堂出版 (2002/07) ISBN 978-4331509104
- 「ぼんやり空でも眺めてみようか」彰国社 (2007/10) ISBN 978-4395010059